# 维莱莱南锡
维莱莱南锡（法語：Villers-lès-Nancy，法語發音：[vilɛʁ lɛ nɑ̃si]），法国东北部城市，大东部大区默尔特-摩泽尔省的一个市镇，隶属于南锡区，其市镇面积为9.95平方公里，2022年1月1日时人口数量为14,938人，在法国城市中排名第671位。
维莱莱南锡位于默尔特-摩泽尔省西南部，南锡市区西侧，是南锡的一个卫星居民区，与南锡市区无缝连接。

## 地名来源
“维莱”一名为拉丁语单词“villa”的变体，意为“房屋”，引申含义为“村落”。“莱南锡”（-lès-Nancy）意为“在南锡附近”

## 历史
维莱莱南锡历史上长期为一处普通村落，当地领主曾在此建有圣菲亚克尔城堡。法国大革命后，维莱莱南锡成为默尔特-摩泽尔省的一个市镇。1806年，克莱尔略（Clairlieu）整体并入维莱莱南锡的市镇管辖范围。自20世纪以来，随着南锡的城市扩张，当地逐渐形成卫星居民区，人口数量逐年增加。

## 地理

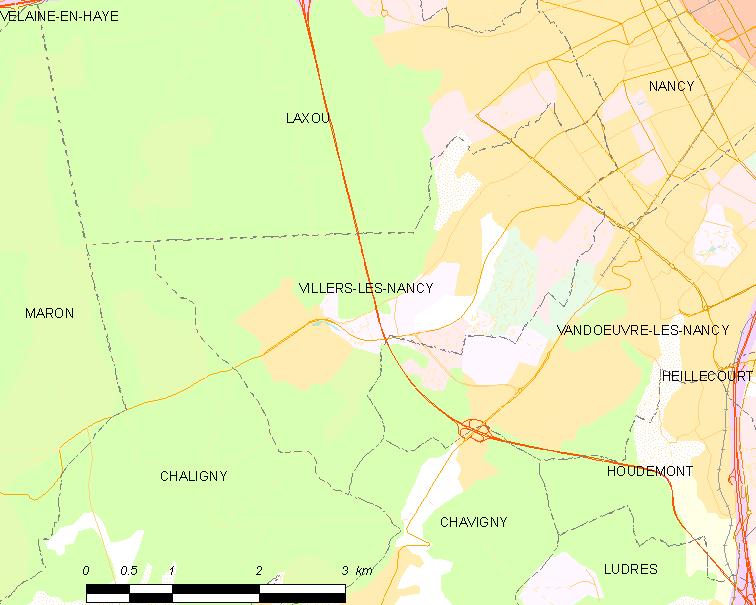
维莱莱南锡市镇范围地图

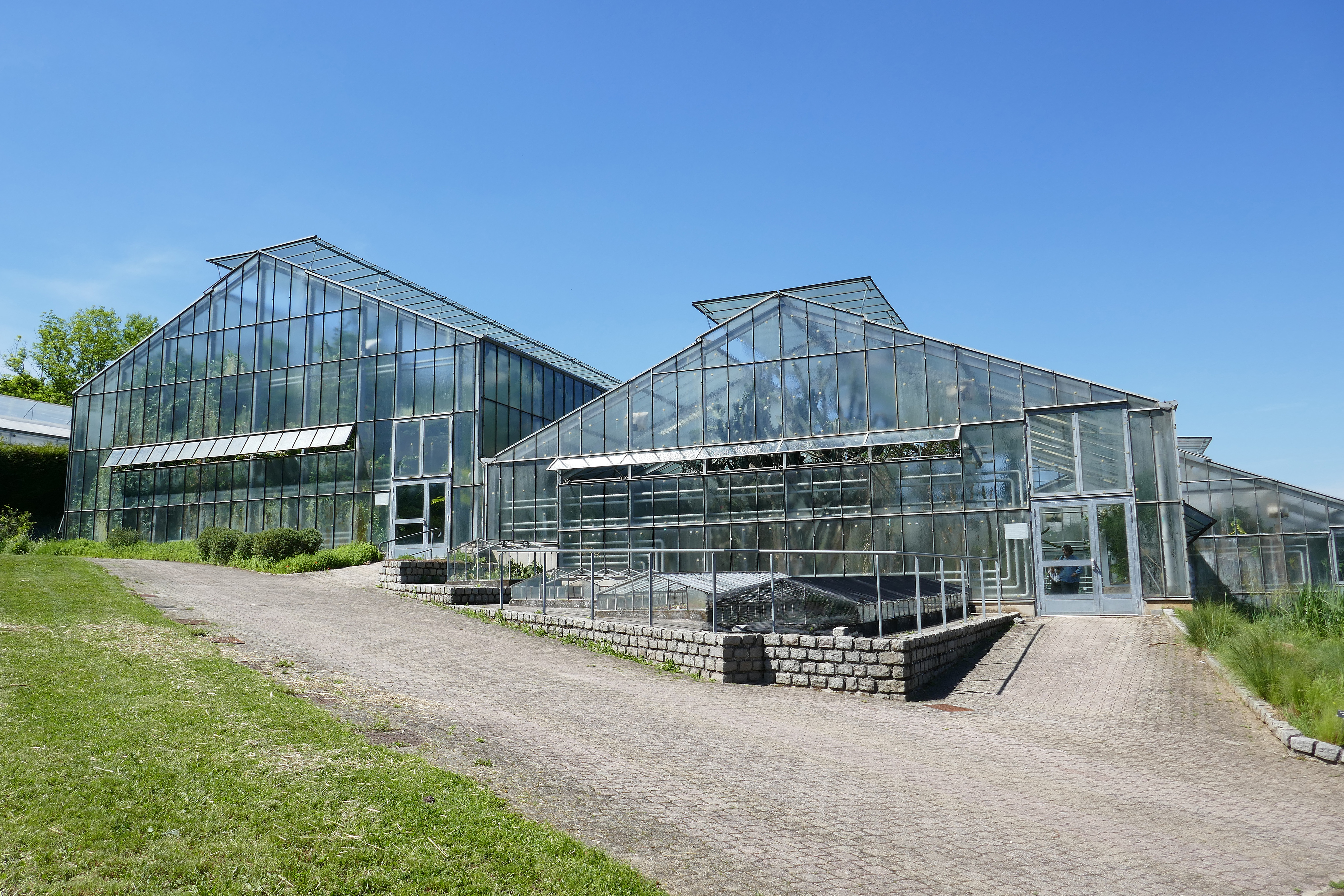
让-马里·佩尔特植物花园的一处温室大棚

维莱莱南锡位于法国东北部，大东部大区中东部和默尔特-摩泽尔省西南部，距离省会南锡大约4公里。与维莱莱南锡接壤的市镇包括：拉克苏、沙利尼、沙维尼、南锡、旺德夫尔莱南锡。

### 地形
维莱莱南锡位于洛林高原南部，境内以丘陵为主，市镇中心区域地势较为平坦，整体则自东向西缓慢抬升，全境海拔在224到381米之间。

### 水文
维莱莱南锡属于默尔特河流域，其境内无大型天然径流分布。

### 植被
维莱莱南锡属于温带阔叶混交林区，市区南部的让-马里·佩尔特植物花园是当地的主要城市绿地，林地则广泛分布于市区西侧。
在鲜花城市的评比中，维莱莱南锡被评为3星级鲜花城市。

### 气候
维莱莱南锡在柯本气候分类法中属于温带海洋性气候，因其距离海岸线相对较远，固当地气候又有一定的大陆性特征。

## 行政区划
维莱莱南锡是法国大东部大区默尔特-摩泽尔省的一个市镇，编号为54578。维莱莱南锡隶属于南锡区、默尔特-摩泽尔省第二选区以及拉克苏县，同时也是大南锡都会区的组成部分。
法国国家统计与经济研究所（简称）在进行数据统计时，将维莱莱南锡及相邻的另外27个市镇设为南锡城市核心区，并将包括核心区在内的周边共284个市镇划为南锡城市区。自2020年起，南锡城市区被包含353个市镇的维莱莱南锡城市辐射区代替。此外，还将维莱莱南锡市镇分为了9个“块区”（IRIS），以便于统计人口分布情况。

## 交通

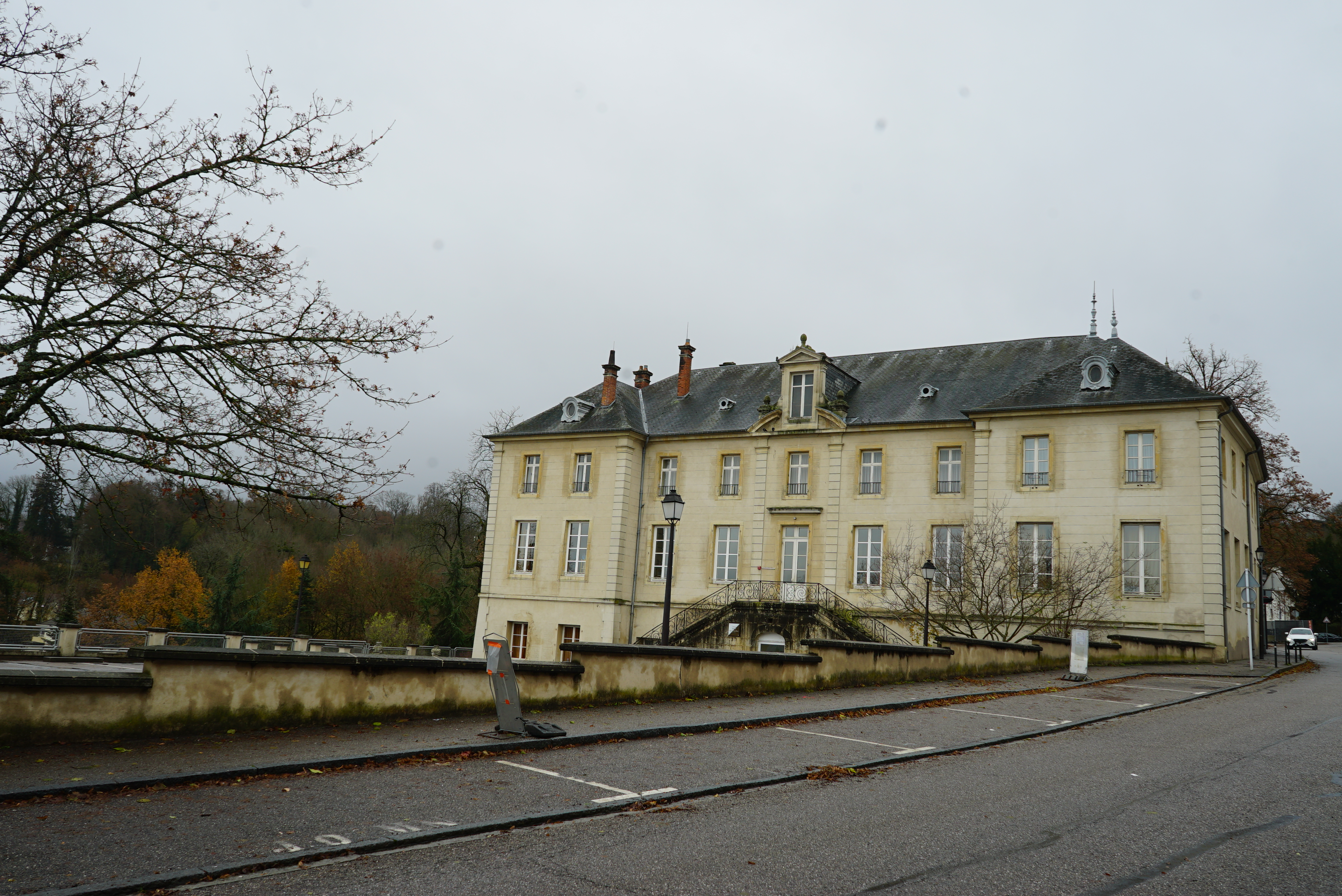
阿尔贝一世街附近的沿街停车场

### 公路
默尔特-摩泽尔省省道D92线经过维莱莱南锡境内，大东部大区下属的城际客运提供巴士线路，可前往周边部分市镇。
2018年，78.4%的维莱莱南锡家庭拥有至少一辆私人汽车。2019年，维莱莱南锡境内共发生各类交通事故18起，造成24人受伤。

### 铁路
距离维莱莱南锡最近的运营中的客运铁路车站为南锡城站。该站是法国东北部的一个铁路枢纽，开行直达巴黎和马赛的高速列车以及前往多个方向的区域列车。

### 航空
距离维莱莱南锡最近的民用航空站为梅斯-南锡机场，距离维莱莱南锡市中心的公路里程约47公里。

### 城市公共交通
维莱莱南锡是南锡城市公共交通（商业名称为）的覆盖范围，是当地的城市公共交通系统。截至2021年12月，该系统共包括1条导轨电车线路和数十条公交线路，其中公交C3线、10路、16路、17路和30路经过维莱莱南锡的市镇范围内。

## 政治

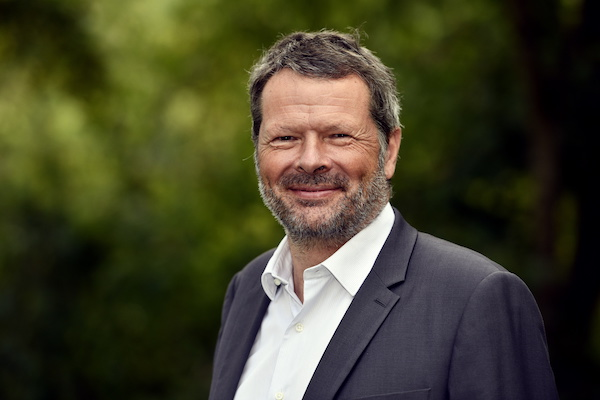
维莱莱南锡市长弗朗索瓦·韦尔内先生

维莱莱南锡的现任市长为弗朗索瓦·韦尔内先生，他是一名中间派，在2020年的市政选举中获得了.%的支持率。
在2017年的法国总统大选中，法国第25任总统埃马纽埃尔·马克龙在维莱莱南锡获得了.%的支持率。

## 人口
2018年，维莱莱南锡市镇人口数量为14,558，在法国排名第671位。其中男性6,803人，女性7,755人，75岁及以上人口占11.5%，外籍人口数量为3,823人，人口密度为1,463人/平方公里，当地居民被称为（男性）或（女性）。2019年，维莱莱南锡境内出生113人，死亡人口138人。
| 年份   | 1931  | 1946  | 1954  | 1962  | 1968  | 1975   | 1982   | 1990   | 1999   | 2006   | 2011   | 2016   | 2018   |
| ------ | ----- | ----- | ----- | ----- | ----- | ------ | ------ | ------ | ------ | ------ | ------ | ------ | ------ |
| 人口數 | 3,131 | 3,569 | 3,890 | 5,956 | 7,811 | 14,084 | 16,120 | 16,515 | 15,694 | 15,375 | 14,451 | 14,455 | 14,558 |

## 经济
截止2021年11月，维莱莱南锡共有各类用人单位（包含自雇）1,595家，平均历史为16年，其中97.59%为中小型企业（PME）。（计算机技术）、（房屋建设）及（软件销售）是当地2020年营业额最高的三个企业，分别为103,202,000欧元、37,983,993欧元和25,838,830欧元。

## 财政与居民收入
2019年，维莱莱南锡的财政收入总额为12,457,000欧元，财政支出总额为11,565,600欧元，当年的债务总额为5,066,490欧元。2021年，维莱莱南锡共获得845,829欧元的国家财政补助，比上一年减少了4.29%。
2019年，维莱莱南锡的人均月收入总额为2,558欧元，其中高级职员为3,889欧元，低于法国平均水平（4,230欧元）；中级职员为2,418欧元，高于法国平均水平（2,411欧元）；普通职员为1,775欧元，高于法国平均水平（1,740欧元）。
2018年，维莱莱南锡境内的青壮年（15至64岁）失业率为10.6%，当地63%的家庭拥有纳税资格，平均纳税4,167欧元，高于法国平均水平（3,910欧元）。

## 社会事务

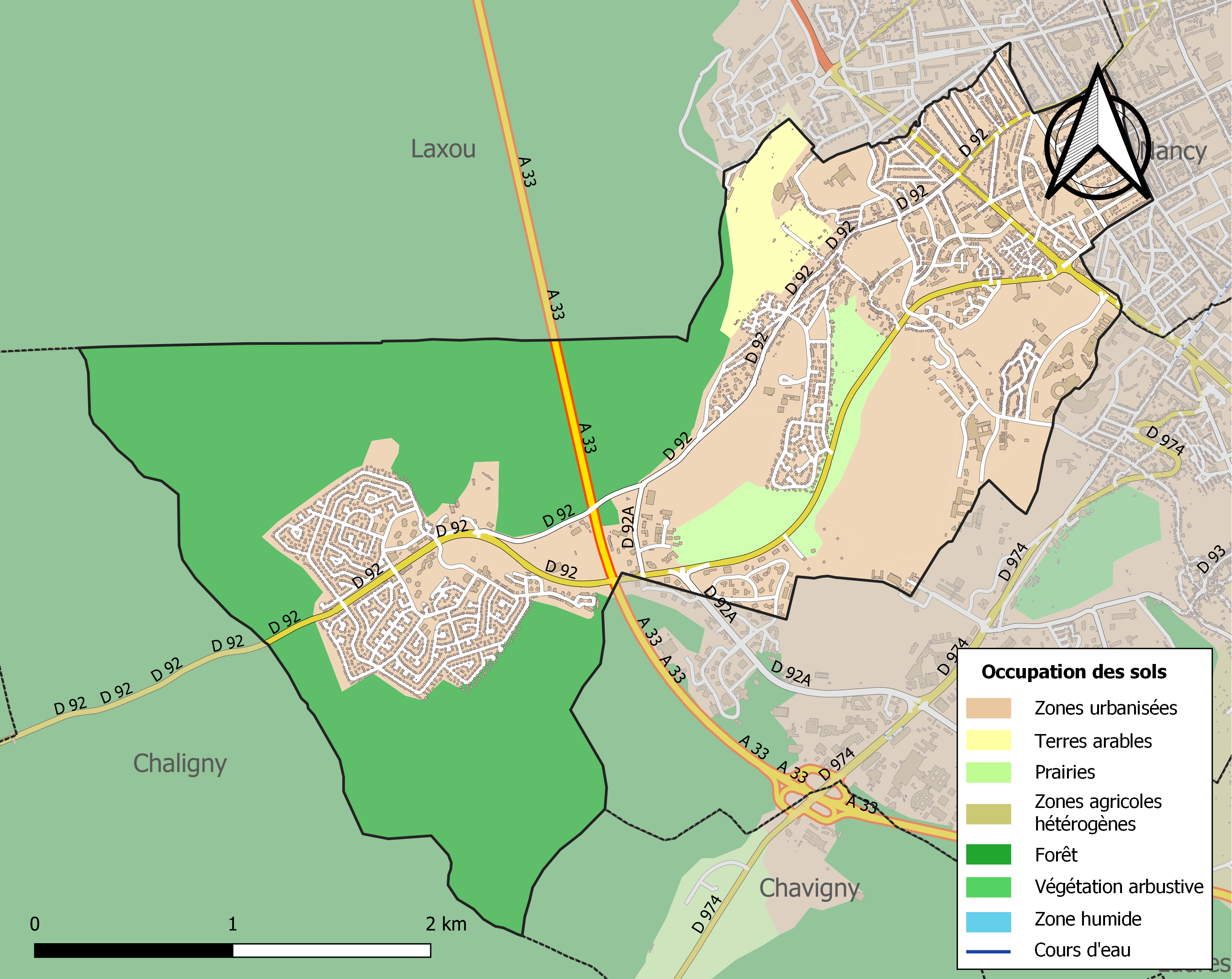
维莱莱南锡土地利用情况地图

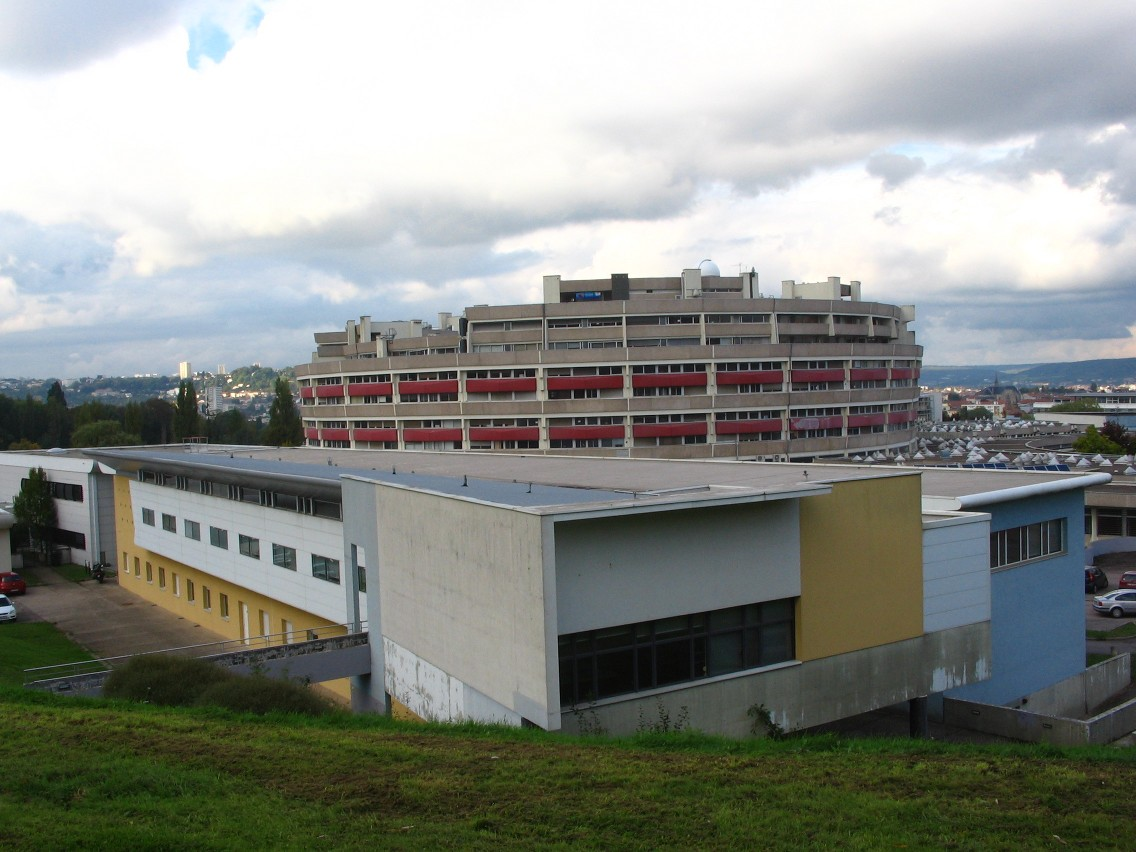
洛林大学南锡校区科学技术系

### 教育
维莱莱南锡属于南锡-梅斯学区。截止2020年1月1日，维莱莱南锡境内共有4所幼儿园、4所小学、1所初级中学、1所普通高中和1所农业高中。2018至2019学年度，维莱莱南锡境内共有在校中等教育阶段学生1,546名。
在高等教育方面，洛林大学南锡校区的科学技术系（Faculté des Sciences et Technologies）设于维莱莱南锡境内。

### 医疗
截止2020年1月1日，维莱莱南锡境内共有全科医生12名、保健师18名、牙医16名、护士14名、助产士2名、儿科医生1名和妇科医生1名。境内共有药房7家、养老院4家。
维莱莱南锡是南锡大学与大区中心医院的服务范围，后者是法国的一个区域性医疗机构及大学教学医院，其主病区布拉布瓦医院（Hôpitaux de Brabois）位于南锡市区以南，距离维莱莱南锡市区的正常车程在10分钟以内，该院设有床位958个，是当地规模最大的公立综合性医院。

### 住房
2018年，维莱莱南锡境内共有各类住房7,837套，其中45.8%为独立式居民区，53%为集中式居民区。常住房屋占维莱莱南锡市镇范围内居民建筑总量的90.8%。
在住房保障政策方面，2020年，维莱莱南锡境内共有1,760户家庭获得了住房经济补助，受益人数占总人口数量的12.1%，其中1,732份为房租补助。

### 商业
2019年，维莱莱南锡境内共有各类实体商铺114家，其中餐厅2家、大型超市3家、面包房7家、书店2家、装饰品店1家、银行门店7家、美容美发店9家、汽车维修店6家。市区西侧建有一家Intermarché超市。

### 体育
2020年，维莱莱南锡境内共有9间体育馆、2座综合体育场、25处网球场、2处足球或橄榄球场以及3处篮球或排球场。
截至2021年12月，维莱莱南锡奥林匹克体育俱乐部（COS Villers-lès-Nancy Football）是当地唯一的注册足球队，成立于1970年，2021至2022赛季参加大东部大区足球联赛。

### 环境
维莱莱南锡的环境事务由其所属的公共社区负责。2019年，维莱莱南锡境内暂无污染企业。

### 治安
维莱莱南锡所在地是南锡宪兵总队的管辖范围。2020年，该宪兵总队辖区内共Vill-lè-Ny19 个市镇累计发生各类案件13,080起，其中盗窃类案件6,499起，经济类案件2,106起，毒品交易类案件594起。

## 文化
2020年，维莱莱南锡境内暂无任何文化设施。维莱莱南锡市政府提供多媒体中心，向公众全年开放。

### 建筑
维莱莱南锡境内有多处历史建筑，其中圣菲亚克尔教堂（Église Saint-Ficare）是当地的地标性建筑物。

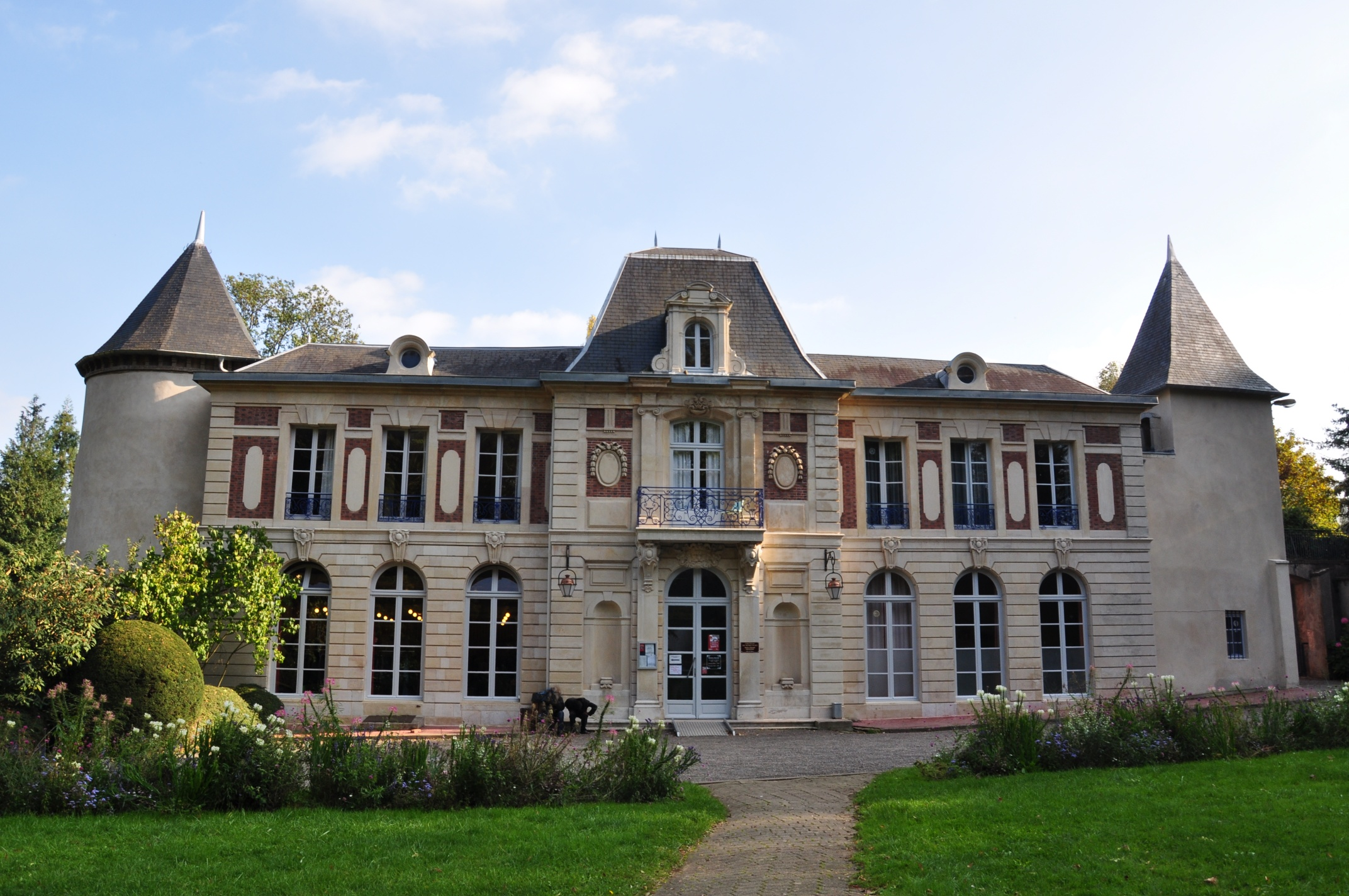
勒米库尔城堡（法语：château Saint-Fiacre）
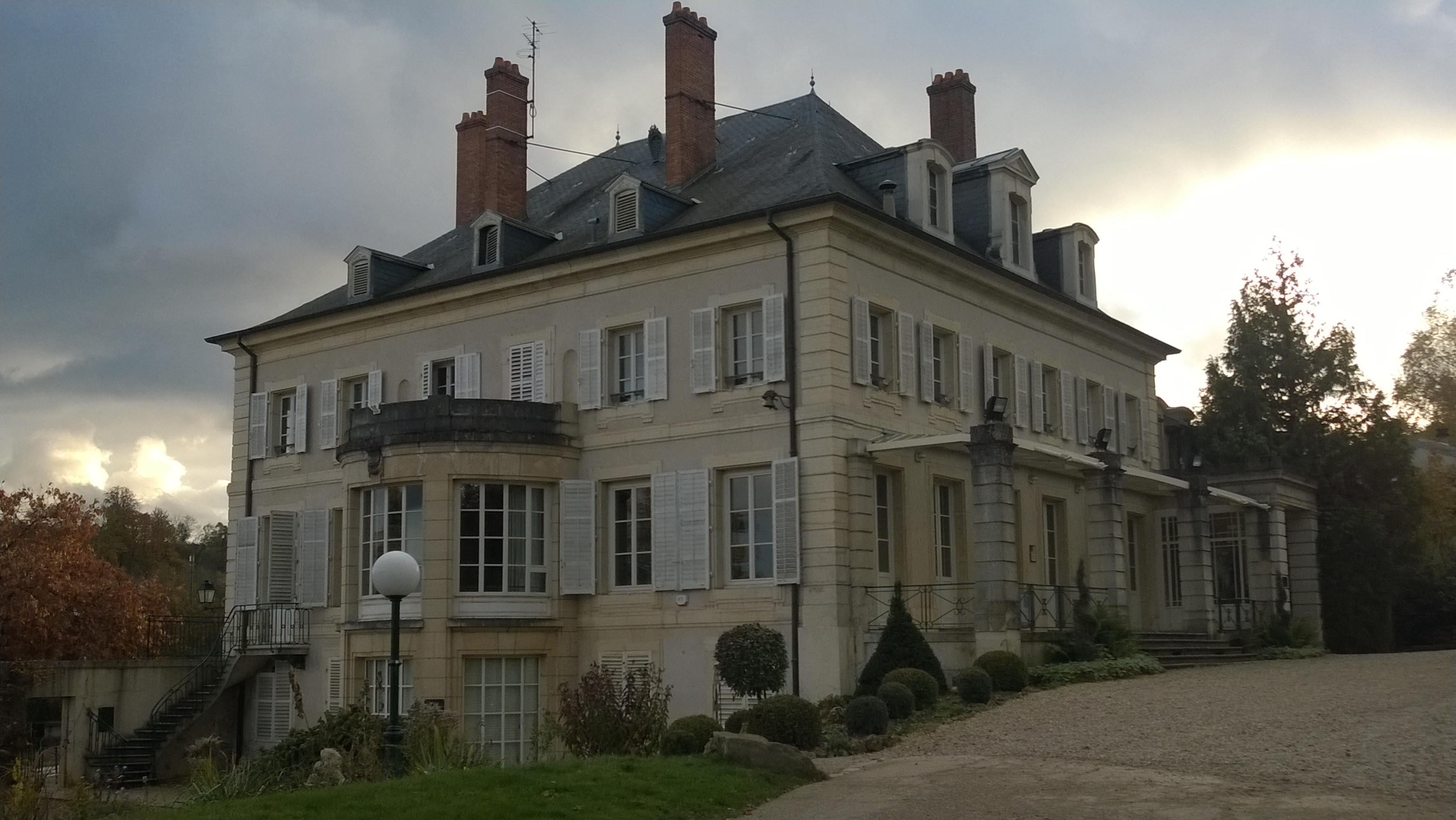
格拉菲妮女士城堡（法语：Château de Madame de Graffigny）
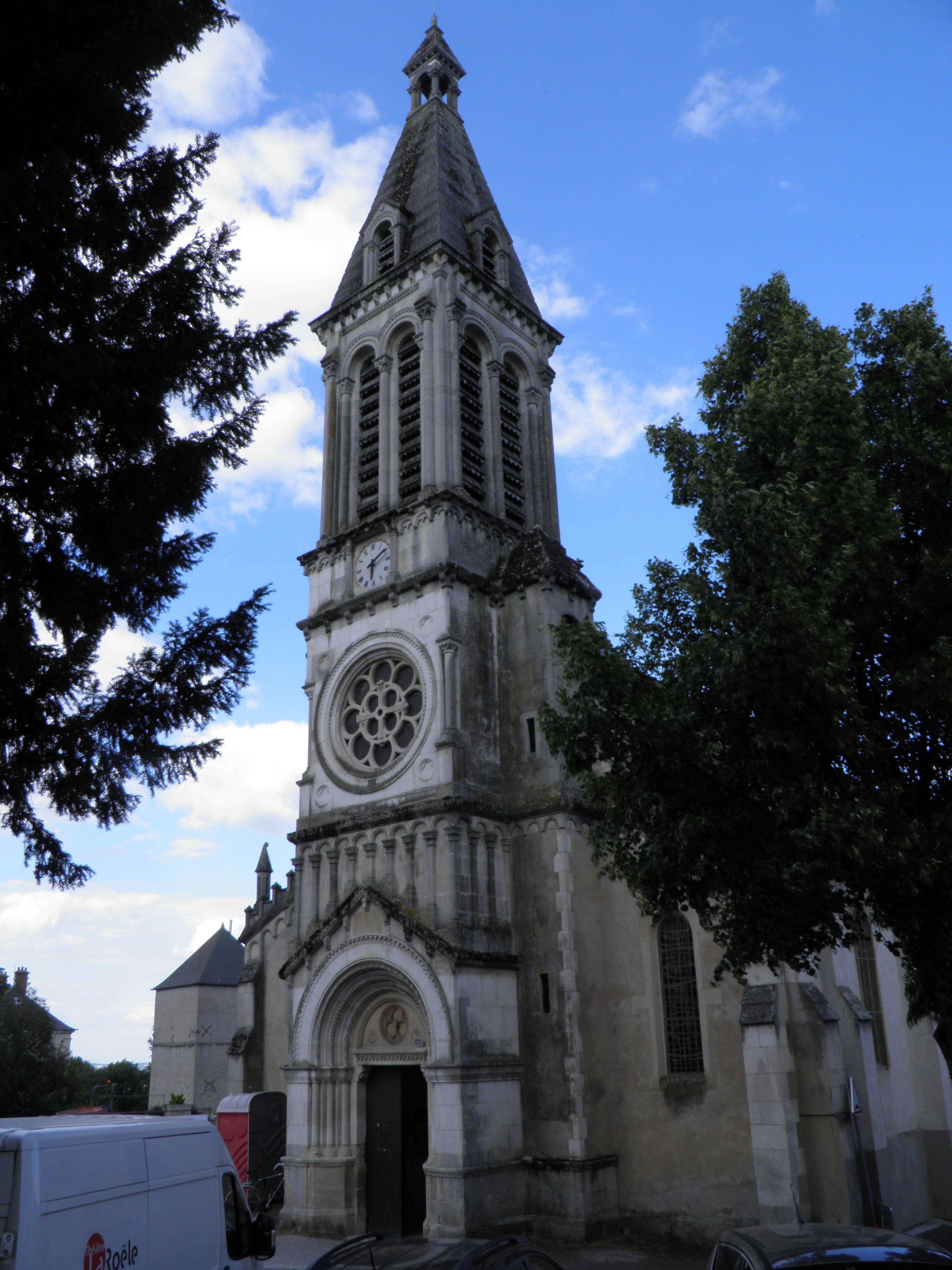
圣菲亚克尔教堂
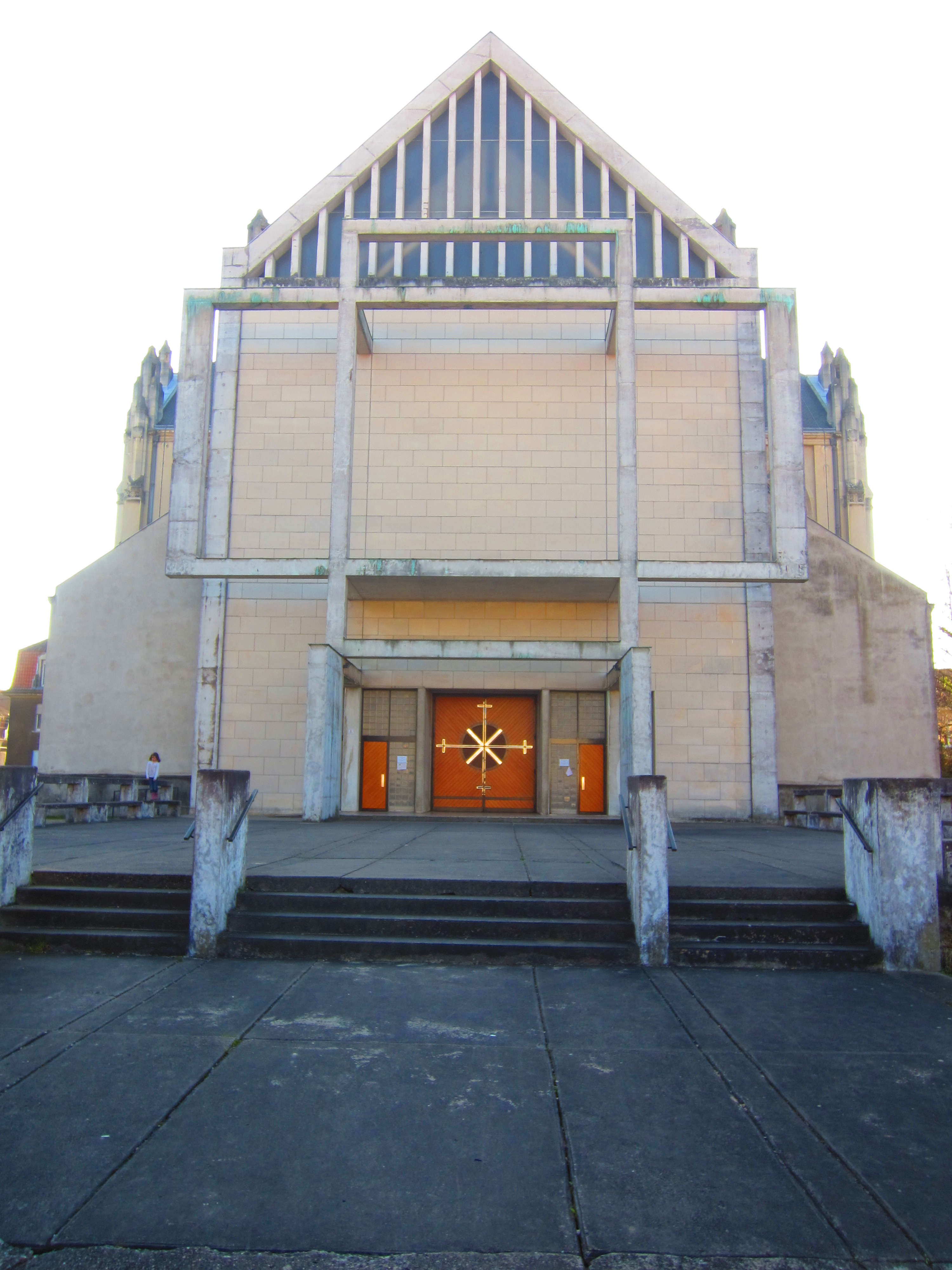
圣泰雷斯教堂
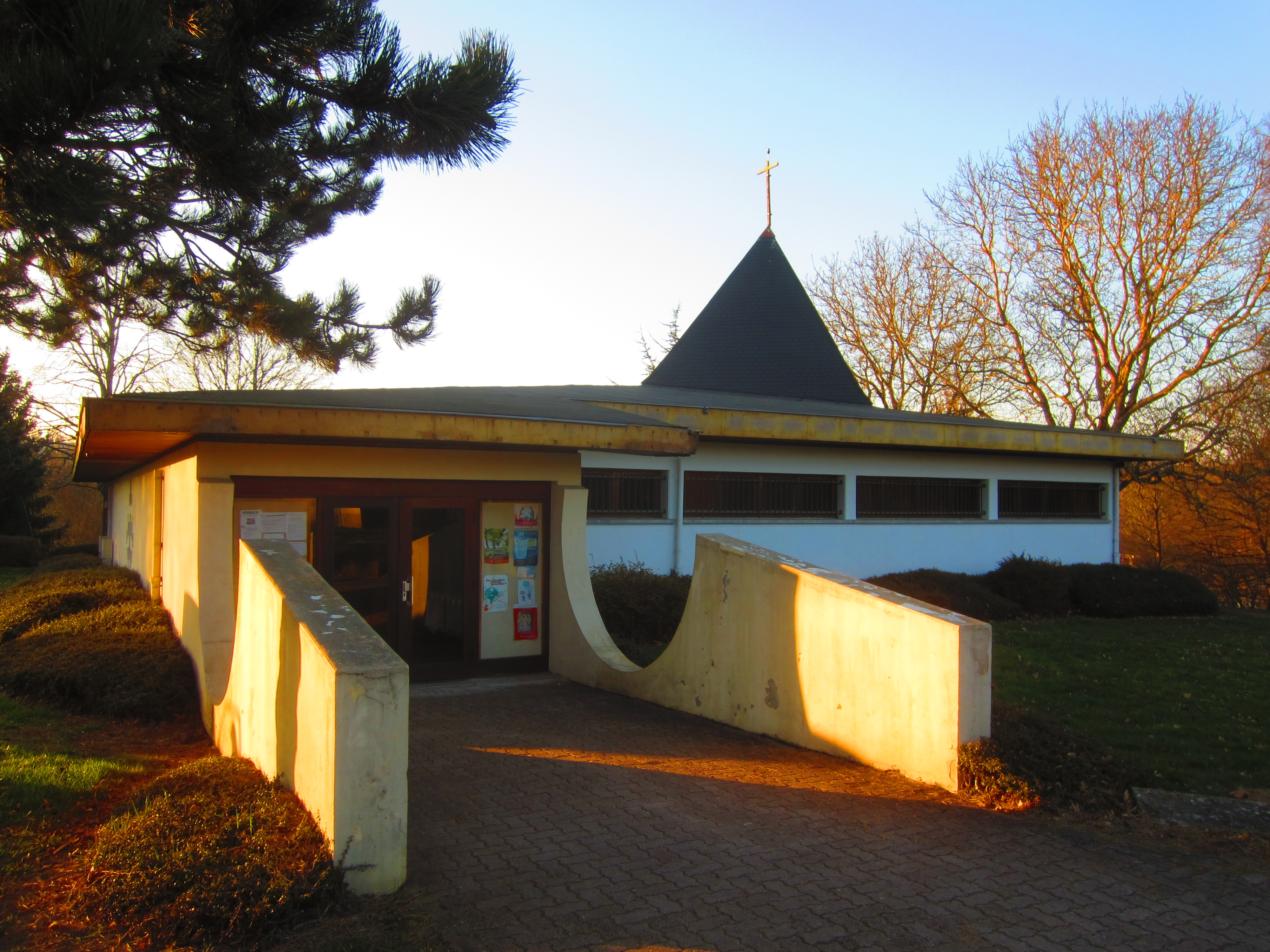
圣贝尔纳教堂
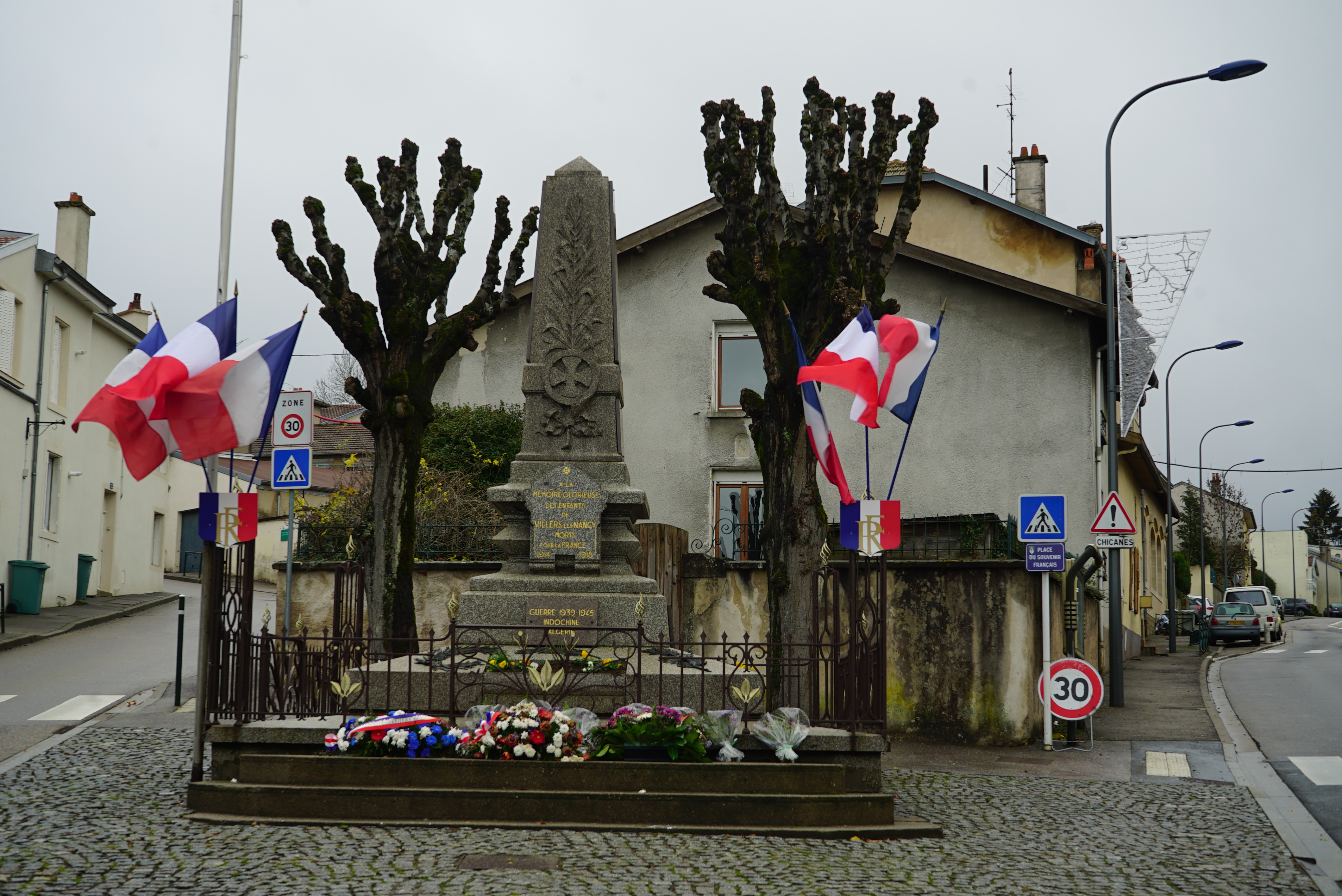
战争烈士纪念碑

### 旅游
维莱莱南锡的旅游事务由其所属的公共社区负责。2021年，维莱莱南锡境内共有1个露营地，可容纳共188辆露营车。

### 媒体
法国主要的媒体均可在维莱莱南锡接收，法国电视三台下属的大东部大区频道在部分时段播出维莱莱南锡所属区域的地方新闻。

## 友好城市
截至2021年12月，维莱莱南锡共与一座城市互为友好城市关系：
- 德国 厄灵豪森